# Tony Award alla miglior regia di un'opera teatrale
Il Tony Award alla miglior regia di un'opera teatrale (Tony Award for Best Director of a Play) è un premio presentato dal 1960 e viene assegnato annualmente ai registi che hanno curato la regia di opere teatrali originali o revival a Broadway.

## Vincitori

### Anni 1960
- 1960: Arthur Penn – Anna dei miracoli
- 1961: John Gielgud – Big Fish, Little Fish
- 1962: Noel Willman – Un uomo per tutte le stagioni
- 1963: Alan Schneider – Chi ha paura di Virginia Woolf?
- 1964: Mike Nichols – A piedi nudi nel parco
- 1965: Mike Nichols – La strana coppia e Luv
- 1966: Peter Brook – Marat/Sade
- 1967: Peter Hall – Il ritorno a casa
- 1968: Mike Nichols – Plaza Suite
- 1969: Peter Dews – Adriano VII

### Anni 1970
- 1970: Joseph Hardy – Child's Play
- 1971: Peter Brook – Sogno di una notte di mezza estate
- 1972: Mike Nichols – Prigioniero della seconda strada
- 1973: A. J. Antoon – That Championship Season
- 1974: José Quintero – Una luna per bastardi
- 1975: John Dexter – Equus
- 1976: Ellis Rabb – Royal Family
- 1977: Gordon Davidson – Prima dell'ombra
- 1978: Melvin Bernhardt – Da
- 1979: Jack Hofsiss – The Elephant Man

### Anni 1980
- 1980: Vivian Matalon – Morning's At 7
- 1981: Peter Hall – Amadeus
- 1982: John Caird e Trevor Nunn – The Life and Adventures of Nicholas Nickleby
- 1983: Gene Saks – Brighton Beach Memoirs
- 1984: Mike Nichols – The Real Thing
- 1985: Gene Saks – Biloxi Blues
- 1986: Jerry Zaks – The House of Blue Leaves
- 1987: Lloyd Richards – Fences
- 1988: John Dexter – M. Butterfly
- 1989: Jerry Zaks – Lend Me a Tenor

### Anni 1990
- 1990: Frank Galati – Furore
- 1991: Jerry Zaks – Sei gradi di separazione
- 1992: Patrick Mason – Dancing at Lughnasa
- 1993: George C. Wolfe – Angels in America - Fantasia gay su temi nazionali
- 1994: Stephen Daldry – Un ispettore in casa Birling
- 1995: Gerald Gutierrez – L'ereditiera
- 1996: Gerald Gutierrez – Un equilibrio delicato
- 1997: Anthony Page – Casa di bambola
- 1998: Garry Hynes – The Beauty Queen of Leenane
- 1999: Robert Falls – Morte di un commesso viaggiatore

### Anni 2000
- 2000: Michael Blakemore – Copenaghen
- 2001: Daniel J. Sullivan – La prova
- 2002: Mary Zimmerman – Metamorfosi
- 2003: Joe Mantello – Take Me Out
- 2004: Jack O'Brien – Enrico IV, parte I e II
- 2005: Doug Hughes – Il dubbio
- 2006: Nicholas Hytner – The History Boys
- 2007: Jack O'Brien – The Coast of Utopia
- 2008: Anna Shapiro – Agosto, foto di famiglia
- 2009: Matthew Warchus – Le Dieu du Carnage

### Anni 2010
- 2010: Michael Grandage – Red
- 2011: Marianne Elliott e Tom Morris – War Horse
- 2012: Mike Nichols – Morte di un commesso viaggiatore
- 2013: Pam MacKinnon – Chi ha paura di Virginia Woolf?
- 2014: Kenny Leon – A Raisin in the Sun
- 2015: Marianne Elliott – Lo strano caso del cane ucciso a mezzanotte
- 2016: Ivo van Hove – Uno sguardo dal ponte
- 2017: Rebecca Taichman – Indecent
- 2018: John Tiffany – Harry Potter e la maledizione dell'erede
- 2019: Sam Mendes – The Ferryman

### Anno 2020
- 2021: Stephen Daldry – The Inheritance
- 2022: Sam Mendes – Lehman Trilogy
- 2023: Patrick Marber – Leopoldstadt
- 2024: Daniel Aukin – Stereophonic
- 2025: Sam Pinkleton – Oh, Mary!

## Registi più premiati
- Mike Nichols (6)
- Jerry Zaks (3)